# 新潟大停電

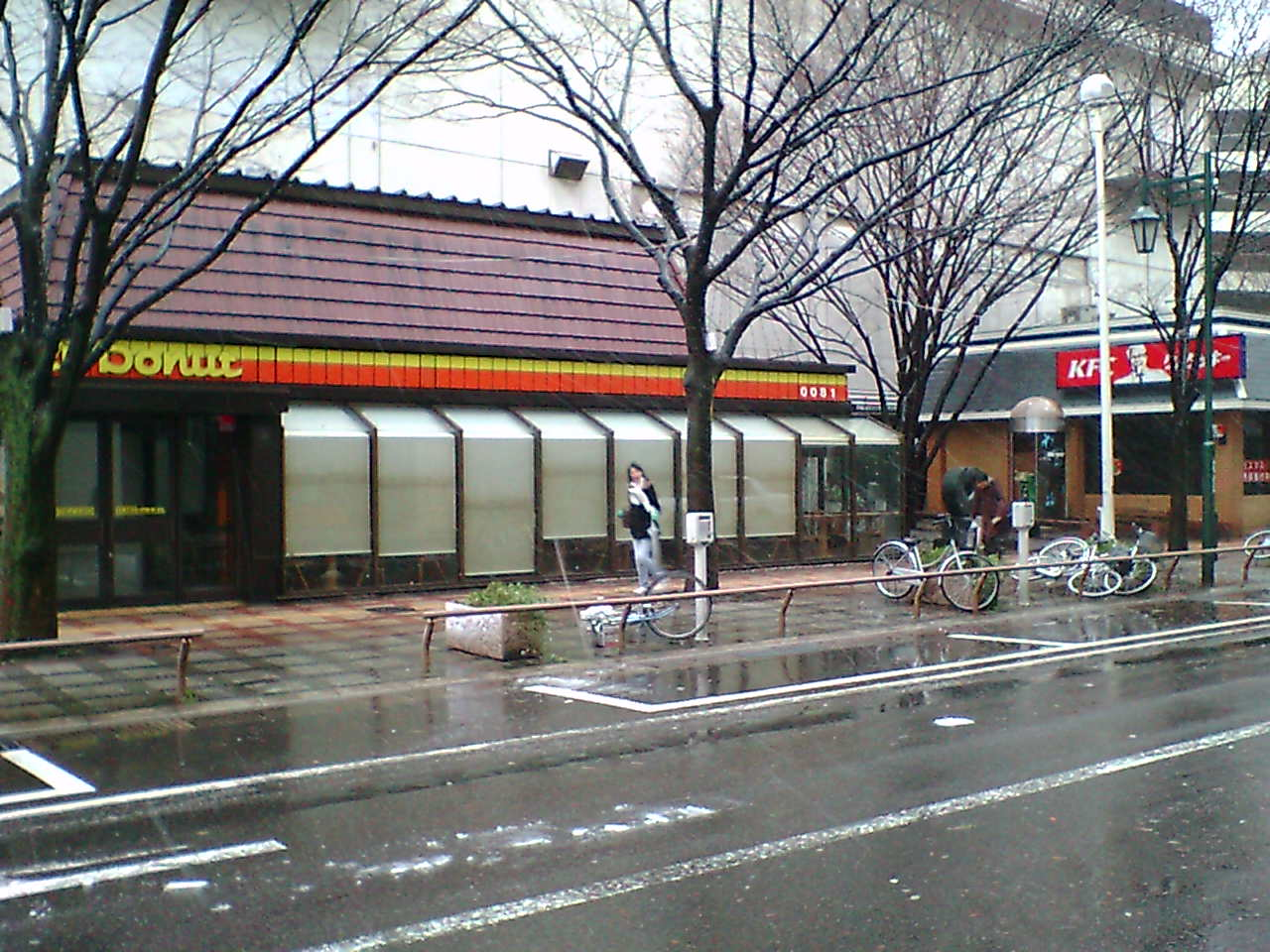
新潟大停電で臨時閉店していた万代シテイのミスタードーナツ

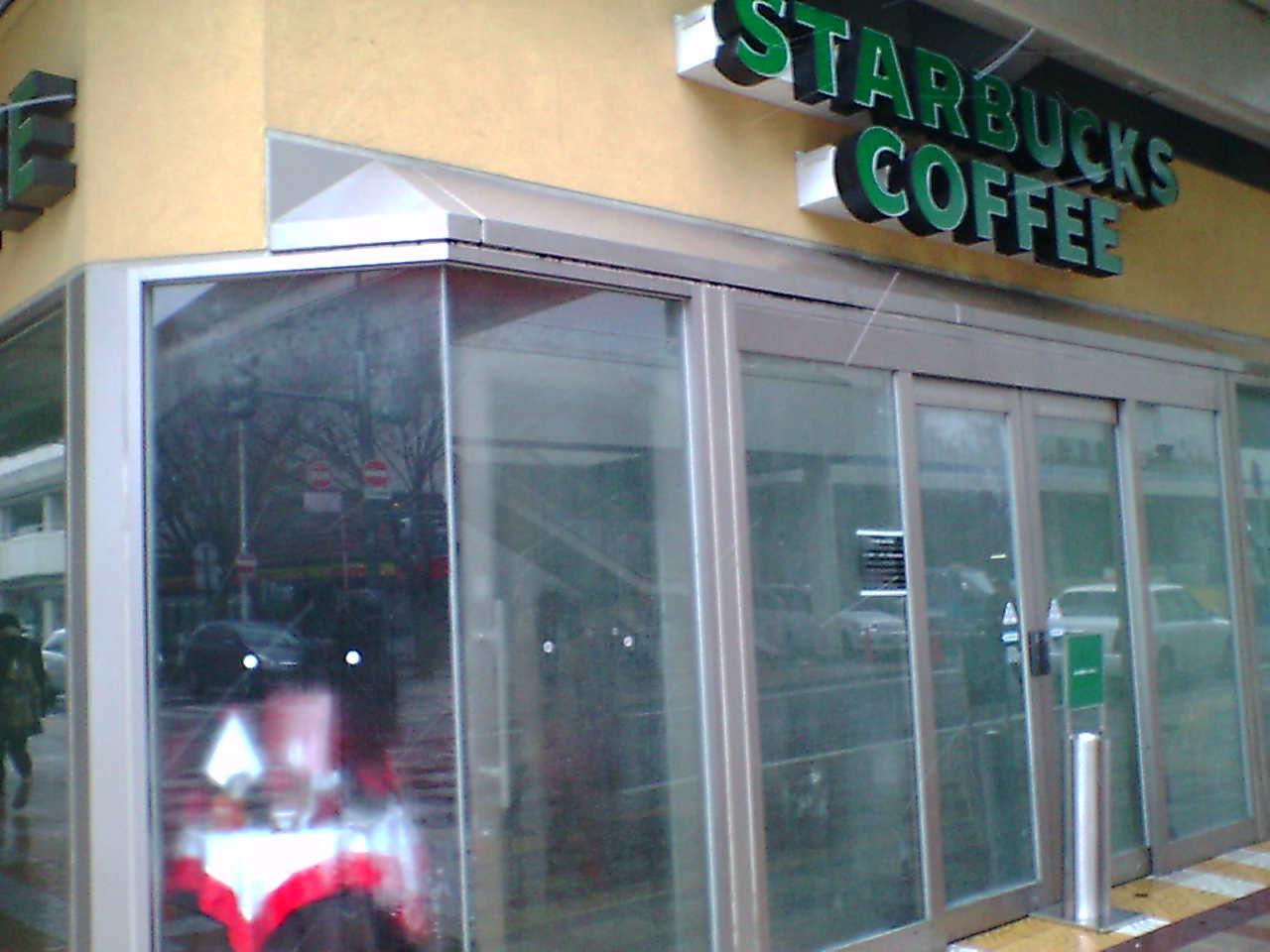
新潟大停電で臨時閉店していた万代シテイのスターバックス

新潟大停電（にいがただいていでん）は、2005年（平成17年）12月22日から23日にかけて東北電力の管轄の新潟県下越地方を中心に新潟県の広い範囲で発生した大規模な停電である。この停電に対する正式な名称は存在しないが、マスメディアなどによる報道ではこの名称が使用されることが多いので、ウィキペディアでもこの呼称を用い、本項を作成している。また新潟停電とも呼ばれる。

## 概要

### 発生日時
- 2005年12月22日8時10分頃 - 2005年12月23日15時10分（全面復旧は31時間ぶり）[2]
  - 新潟市など大半の地域は22日のうちに復旧したが、村上市などの県北地方と阿賀町では日付を跨いで停電が続いた[3]。村上市の中心部や瀬波温泉の停電は22日夕方から23日早朝まで[3][4]。最後まで停電していたのは阿賀町であったが、復旧が遅れたのは、大規模停電をもたらした送電線ショート等の復旧後も町内の暴風雪による配電線の切断の影響が続いたからとされる[5]。

### 発生箇所
（計30市町村、市町村名は停電発生当時）
村上市、山北町、朝日村、関川村、荒川町、神林村、新発田市、阿賀野市、胎内市、聖籠町、新潟市（25日にも停電）、五泉市、村松町（25日にも停電）、阿賀町（24日・25日にも停電）、佐渡市、三条市、燕市、加茂市、吉田町、田上町、弥彦村、寺泊町、長岡市、見附市、小千谷市、栃尾市、柏崎市、刈羽村、上越市、糸魚川市

### 発生件数
- 22日 - 23日：最大時約65万戸[2][6]（そのうち、64万戸は下越地方[7]）

### 停電発生・大規模化・長時間化の原因
停電発生時、新潟県下越地方では多量の湿った雪を伴う非常に強い風が広範囲に吹いていた。東北電力の調査によると、この気象条件により海塩粒子を含む雪が電線やがいしに付着して絶縁不良となったこと、さらにギャロッピング現象により送電線同士が接触しあってショートが断続的に起きたことが原因とされている。これらの故障が超高圧の新潟変電所（五泉市）や北新潟変電所（聖籠町）に接続する送電線を中心に8時すぎの短時間に相次いで発生したことで連鎖的に10箇所に広がり、結果として新潟市内を中心とした地域が管内他地域から分離され、不安定な単独運転状態となった新潟火力発電所と東新潟火力発電所も停止したため停電発生となった。一部の新聞報道によれば県内366の送電線路のうち延べ44線路で塩害またはギャロッピングが発生したとされ、暴風雪が収まるまで対策にもあたれなかったため長時間に及んだ。

## 被害

### 道路
最大時、県内の広い範囲で約1,160基の信号機が機能を停止し、至るところで交通渋滞が発生。交通事故も複数発生した。

### 鉄道
JR新潟駅では、22日8時10分頃の最初の停電が発生後、1分以内に予備電源が作動して非常照明・放送設備が給電されたが、およそ5時間後の12時50分頃には予備電源も一時故障し、駅舎が暗闇に包まれた。停電の発生が祝日前の木曜日、しかも朝のラッシュ時間帯に重なったことから、駅構内だけでも数千人の利用客が居たものとみられるが、利用客・駅係員とも冷静に行動し、大規模な混乱には至らなかった。その後も停電は続き、14時頃には、朝から抑止されていた上越新幹線の上り列車を、新幹線乗客向け待合室として開放する措置が取られた。
停電の間、駅構内の待合室やテナント等では、暖房が停止した。
列車の運行ダイヤは大幅に乱れた。一時、新潟県内のすべての列車（在来線は県内全線、上越新幹線新潟 - 越後湯沢間）が運行できなくなった。22日18時30分頃には在来線がほぼ全線で運転を再開したものの、運休や遅れによりダイヤは終日乱れた状態となった。
- 上越新幹線では、22日17時頃から新潟駅 - 越後湯沢駅間の運転を再開した[14]。
- 信越本線では、22日の早朝、荻川駅 - 亀田駅間において下り423M列車（当時 長岡駅発 - 新潟駅行）がパンタグラフに雪・氷が付着し、重みで上がらなくなってしまってき電ができなくなり、運転できなくなっていた。この影響で多くの列車が抑止されている最中に、この大停電に見舞われた。そのため、朝のラッシュ時間帯に新潟方面の列車が5 - 6分間隔で発車する新津駅では、3面5線ある旅客ホームの全てが、抑止された新潟方面の列車で埋め尽くされてしまう等、大混乱となった。その後、14時から15時頃にかけて、新潟駅で朝から立ち往生していた上り普通列車（気動車の運用）が新津駅まで運転するなど、数本の列車が相次いで新津駅まで運転された。
- 越後線では、新潟駅 - 白山駅間にある信濃川橋梁の風力計が規制値を超えたことで、7時頃から運転を見合わせていたことも重なり、大変混乱した。
- 越後湯沢駅ではほくほく線経由の金沢行きはくたか2号が抑止。10時台に犀潟行き普通電車が先に発車。しかし直江津から先のJR西日本が動いているか否かの情報の入手もままならない上に犀潟－直江津間の交通がタクシーしかないであろうと想像される中で、満員の状況で発車して行った。首都圏より越後湯沢経由で北陸方面に向かった旅行者の多くは旅行中止に追い込まれた。

### 流通
ガソリンスタンド、コンビニエンスストア、スーパーマーケット等が一時的に営業できなくなった。理由としては、ガソリンスタンドはタンクからガソリン・軽油をくみ出すポンプが作動させられないこと、コンビニやスーパーではレジが使えないことで決済できなくなったことが大きい。

### 金融機関
郵便局、第四銀行、北越銀行、大光銀行等のATMも終日使用不能となった。

### 行政
- 新潟県や新潟市などの自治体の公式ホームページは、1時間から最大数日間にわたって閲覧ができなくなった[17]。
  - これは、一定以上の規模の自治体のウェブサーバは大抵の場合、庁舎内のサーバルームにサーバの実機が置かれているので、庁舎が停電すると適切な電源対策や遠隔地にバックアップミラーリングサーバが用意されていない限りダウンしてしまうためである[18]。
  - 数日復旧しなかったところは停電と同時にサーバが故障したと思われる。これは停電によるダウンの場合、ディスク障害が発生しやすいなどの理由が考えられる。
- 22日の13時から行われた新潟県12月定例議会は、照明が点灯しないまま開会された[17]。

### その他
- エレベーターへの閉じ込めが複数件発生し消防が出動した[7][16]。
- 新潟市内の中学校・高等学校は全て正午までに、放課とする措置を執ったか、授業を行うことが全くできずに臨時休校とした[16]。
  - 新潟大学でも全学部に対し1限終了後に放課の措置が執られた。
- 一部住宅では水道の出にくい状態となった。また、マンション等の高層住宅・オフィスでは水を汲み上げる装置が作動しなくなったために断水した。
- 停電により、通常では問題にならない雪や風、寒さの被害が拡大した（暖房器具が使用できない、消雪パイプが機能しない、等）[19]。
- 一部スーパーやホームセンター（イトーヨーカ堂、コメリで確認）では、停電中もレジが使用できない中、懐中電灯と電卓で営業を続けており、ニュースで営業を知った利用客が詰め掛けていた[16]。
- 家電量販店コジマNEW新潟店では、停電時に必要とされる商品（懐中電灯・乾電池・石油ストーブ等）のみ、光の差し込む1階エントランスで販売。もちろんレジは使えないため電卓での計算で販売の対応を行ったが、石油ストーブは即完売状態となった。
- エフエム新津は自家発電装置で電力を維持し、放送エリア内のほぼ全世帯が復旧するまで災害放送を続けた。

## 対策
ギャロッピングの防止策としては、強風にあおられ架線同士が接触することを防ぐ相間スペーサーの設置が挙げられるが、全ての送電線で設置が進んでいたわけではなく、今回故障が起きたのは他ルートに比べて設置が少ないルートだった。
こうしたことを受け、より性能の高い「ルーズスペーサー」の新規導入や、碍子の交換、碍子への雪付着防止のための樹脂の塗布といった対策が行われた。